# Ottersthal
Ottersthal település Franciaországban, Bas-Rhin megyében. Lakosainak száma 821 fő (2022. január 1.). Ottersthal Saverne, Eckartswiller és Monswiller községekkel határos.

## Népesség
A település népességének változása:
| Lakosok száma | 683  | 682  | 697  | 713  | 747  | 782  | 795  | 808  | 821  |
|               | 2013 | 2015 | 2016 | 2017 | 2018 | 2019 | 2020 | 2021 | 2022 |